# Prinses Marijkestraat
Prinses Marijkestraat is een straat in Amsterdam-Zuid, Prinses Irenebuurt.

## Geschiedenis
De straat kreeg haar naam per raadsbesluit van 18 december 1953 en werd daarbij vernoemd naar prinses Christina der Nederlanden met roepnaam Marijke, die in 1963 besloot zich (weer) Christina te noemen. De straat kreeg haar naam gelijktijdig met de Prinses Margrietstraat en de Prinses Irenestraat die naar haar zusters werden vernoemd. Prinses Beatrix kreeg een park naar zich vernoemd. De Prinses Marijke- en Margrietstraat liggen als straten in haakvorm aan weerszijden van de Minervalaan. De buurt was ontworpen ten tijde van de Amsterdamse School (Plan-Zuid), dus ze liggen daarbij symmetrisch ten opzichte van de laan. In het noorden beginnen ze aan het Zuider Amstelkanaal en eindigen op de Prinses Irenestraat. Daar waar de straten vernoemd naar prinsessen Marijke en Margriet echter buurtstraatjes zijn is de straat vernoemd naar Prinses Irene een doorgaande weg in de buurt. De buurt werd dan ook naar haar vernoemd. Sinds de bouw is in de buurt weinig meer gebeurd, behalve aan de zuidkant waar de Zuidasbuurt ligt, die in de 21e eeuw constant in ontwikkeling is.

## Gebouwen
De Prinses Marijkestraat kent oneven nummers die oplopen van 3 tot en met 33 en even nummers tussen 4 en 60. Het verschil wordt veroorzaakt doordat aan de oneven kant villa’s zijn gebouwd, terwijl de even kant volgebouwd is met rijtjeswoningen.

## Oneven zijde
Aan de oneven zijde is een mengeling van werk te zien van bekende en onbekende architecten te zien:
- huisnummer 3: Frits Ulfert Verbruggen en F.R. Goldschmidt, die samen een architectenbureau voerden; bekende bewoners waren humaniste Henriëtte Polak en zangeres Nora Boas
- huisnummer 5 : Commer de Geus en Ben Ingwersen; ook wel "Villa Van Ginneken" genoemd, naar de eerste eigenaar/bewoners koopman Cornelis Jacobus van Ginneken en echtgenote Johanna Cornelis Hendrika van Hooijdonk, die er op 7 augustus 1959 kwamen wonen
- huisnummers 9-15 (twee dubbele villa’s): Dick Greiner
- huisnummer 17: Nico Andriessen (1923-1996)
- huisnummer 19: Leon Waterman
- huisnummers 21-23: Jacobus Cornelis Teunisse (1898-1984)
- huisnummers 25-27: idem
- huisnummers 29-31: Co Franswa
- huisnummers 33: Henri le Grand en Abraham Samuel Polak

## Even zijde
Een aantal daarvan is ook terug te vinden aan de even zijde:
- huisnummers 4-8: Co Franswa
- huisnummers 10-24: idem
- huisnummers 26-42: idem
- huisnummers 42-69: Van Empt en J.C. Teunisse.[1]

Alle woningen, een enkele daargelaten, zijn door de gemeente ingeschat binnen orde 2 (rest orde 3); een rijksmonument of gemeentelijk monument is er niet te vinden. Omdat de straat door Tweede Wereldoorlog pas later dan gepland werd volgebouwd, is de genoemde bouwstijl hier niet (meer) vertegenwoordigd. Alles behoort tot Wederopbouwarchitectuur.

## Kunst
Aan het noordelijke eind staat het “beeld” Huis aan het water van Dicky Brand.

## Afbeeldingen

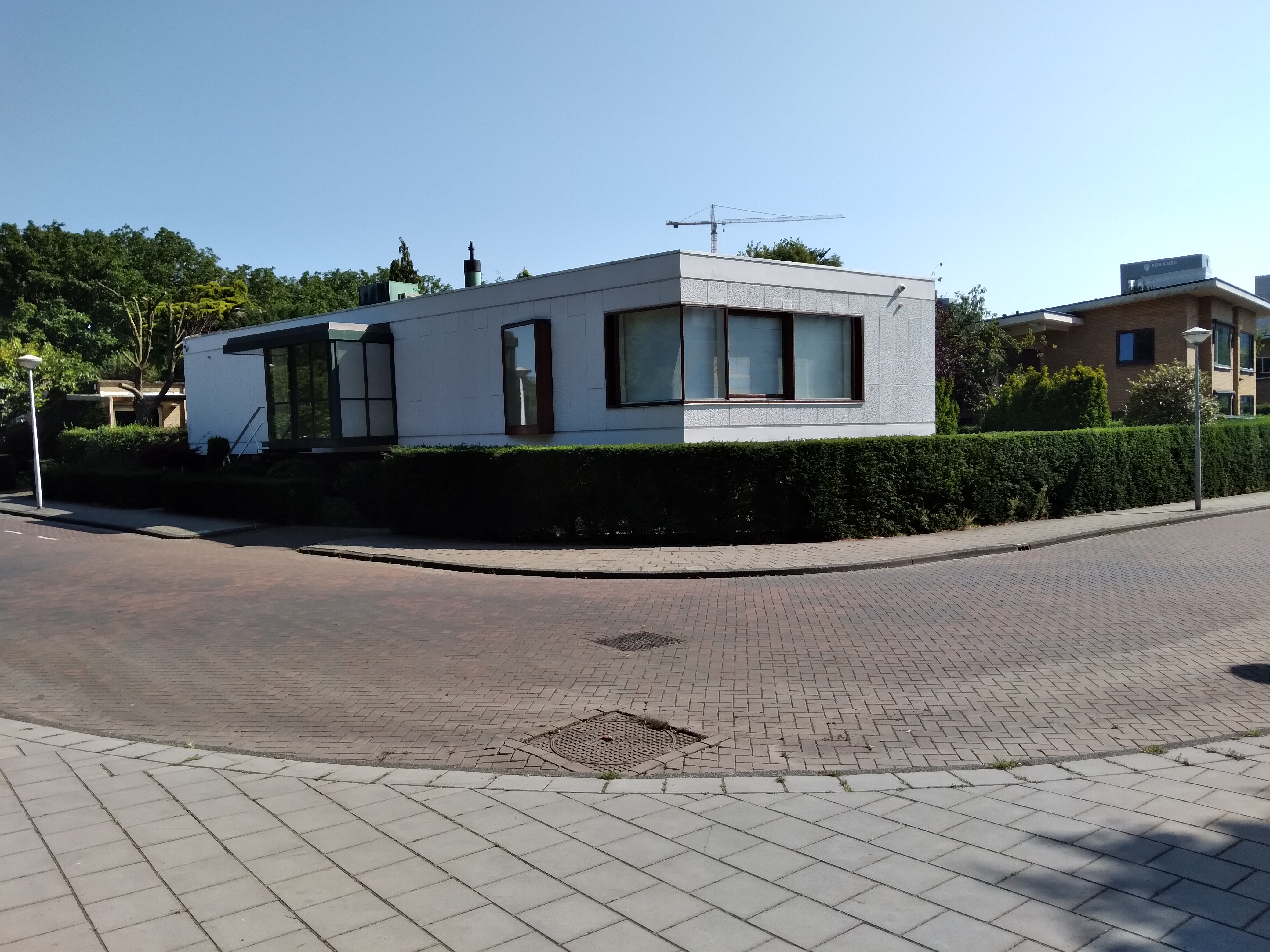
Huis Van Ginneken (september 2021)
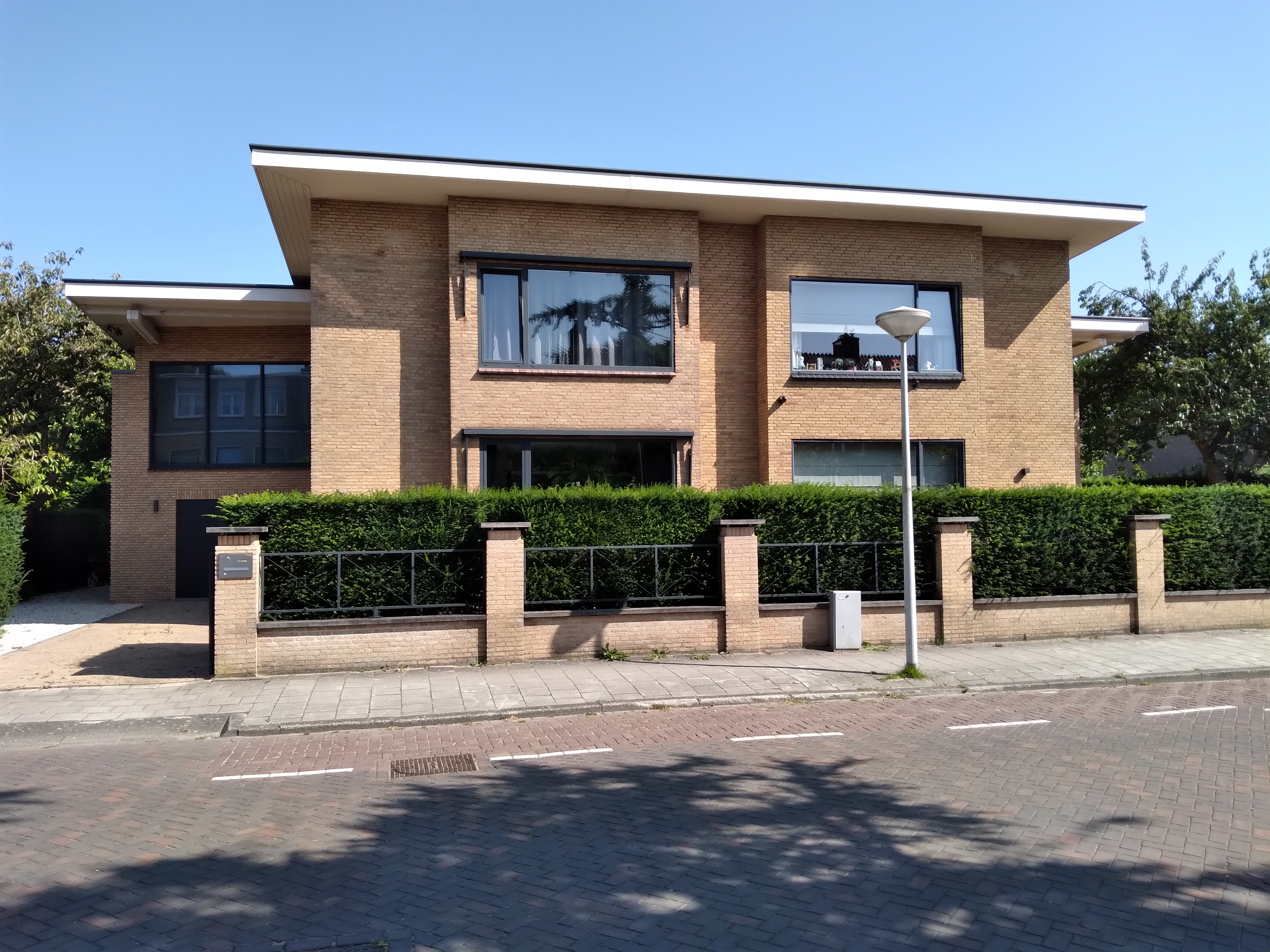
Huisnummer 9-11 van Greiner (september 2021)
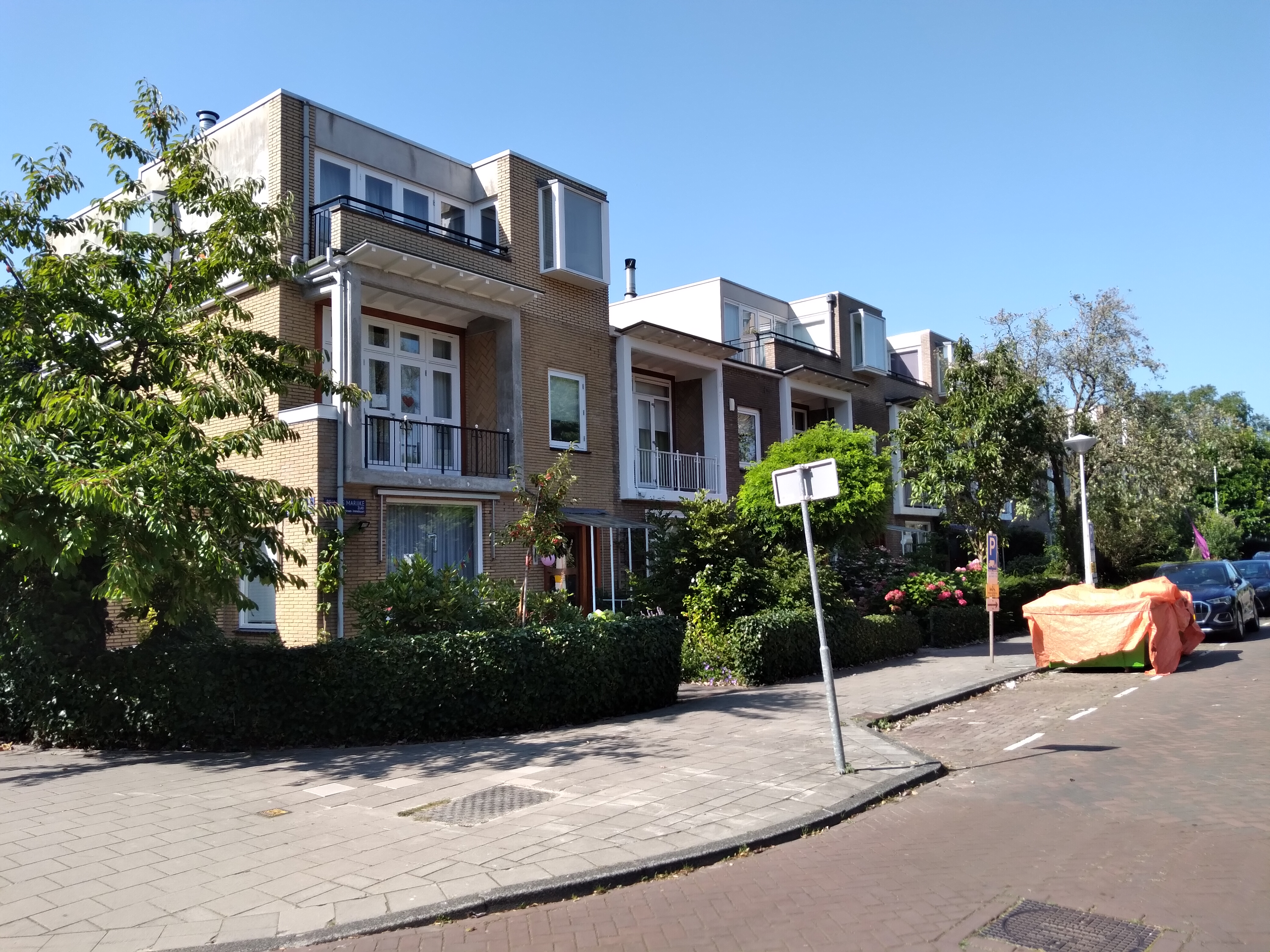
Huisnummers 24-42 van Van Empt en Teunisse (september 2021)
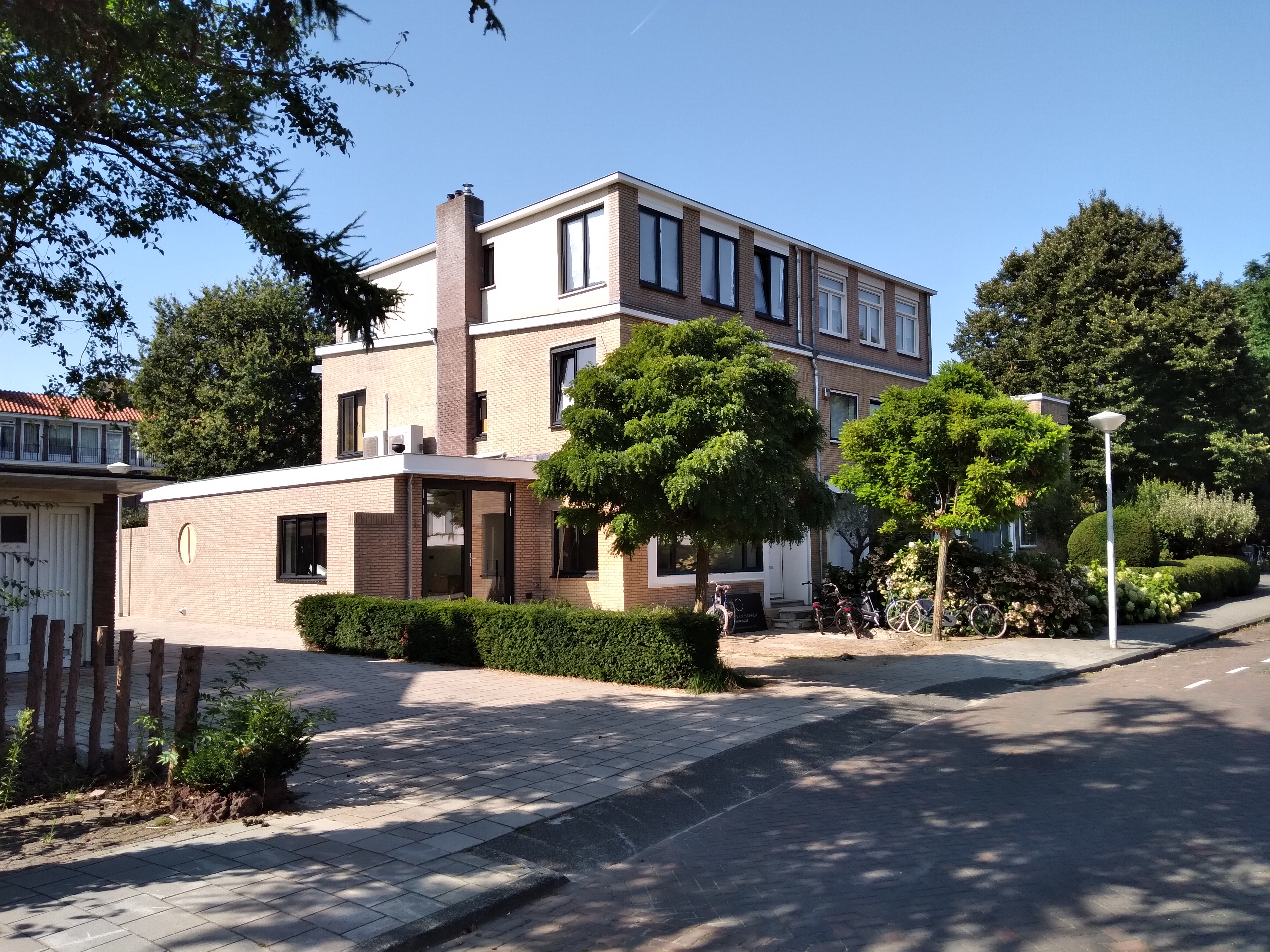
Huisnummers 4-8 (september 2021)